# Kochwurst mit Nährmitteln
Als Kochwurst mit Nährmitteln oder Zerealienwurst (engl. meat-and-grain sausage) bezeichnet man in einigen Werken der Fachliteratur Sorten von Kochwurst. Die gemeinsame Eigenschaft sind Nährmittel bzw. Grütze (Zerealien) als Zutaten. Mit diesen sollte in der Vergangenheit die Wurst „gestreckt“ werden, also teures Fleisch gegen preiswertere Zutaten ersetzt. Im Verlauf der Geschichte entwickelten sich diese Erzeugnisse zu Standardsorten, die stark mit bestimmten Regionen verbunden werden.
Die Einordnung erfolgt nicht nach der sonst üblichen Dreiteilung in Blutwurst, Kochstreichwurst und Sülzwurst, sondern vereint Vertreter all dieser Gruppen. Bekannte Wurstsorten sind:
- mit Graupen als Schwarze Graupenwürstchen (Variante: Graupenblutwurst) und Weiße Graupenwurst
- mit Backwaren

- Berliner Blutwurst mit Schrippen besteht aus Schweinemasken, Schweineblut, Brötchen (Schrippen) und Schweinelunge. Im Unterschied zu anderen Blutwurstsorten werden die Schrippen im Blut, und nicht in Brühe oder Wasser eingeweicht. Typische Gewürze sind Nitritpökelsalz, Zucker, Pfeffer, Piment, Majoran, Zimt, Nelken und Muskatnuss. Die Variante Schlesische Wellwurst unterscheidet sich davon durch den Verzicht von Zucker. In manchen Rezepturen wird die Lunge gegen Schweineleber ausgetauscht.
- Berliner Semmelleberwurst, mit Semmeln (auch Schlesische Wellwurst)
- Harzer Semmelwurst
- Kassler Weckewerk

- mit Grütze

- Grützblutwurst

Holsteiner Grützblutwurst (auch Hamburger Grützblutwurst)
Schlesische Grützwurst (auch Lausitzer Grützblutwurst)
Blutpudding mit Grützezusatz; Variante:norddeutsche Tollatschen mit Grütze
- Grützleberwurst (auch Berliner Schüsselwurst); Variante: Weiße Grützleberwurst
- Westfälische Grützwurst
- Bremer Pinkel (regionale Bezeichnung für Pinkel)
- Pinkelwurst (auch Hausmacher Pinkel; Ammerländer Pinkel; Oldenburger Pinkel); Variante: Oldenburger Fleischpinkel

- mit Getreideschrot als Westfälische Beutelwurst (mit Roggenschrot)
- mit Mehl als Panhas, Westfälische Panhas mit Buchweizenmehl (auch Mehlblutwurst) und Möpkenbrot
- mit Reis als Oldenburger Rulken und Reiswurst
- mit Kartoffeln als Kartoffelwurst und Pfälzer Saumagen
- mit Erbsmehl als Erbswurst